# Das Kind von den Sternen
Das Kind von den Sternen (An Unearthly Child) ist der erste Handlungsstrang der britischen Science-Fiction-Fernsehserie Doctor Who. Er besteht aus 4 Episoden, die zwischen dem 23. November 1963 und dem 14. Dezember 1963 ausgestrahlt wurden.

## Handlung
Die erste Episode beginnt auf einem Schrottplatz im – damals – gegenwärtigen London und stellt die vier Hauptcharaktere des ersten Produktionsjahres der Serie vor: den Doktor, seine Enkelin Susan sowie Ian Chesterton und Barbara Wright, Susans Lehrer an der Coal-Hill-Schule, die sich Sorgen um ihre Schülerin, die ein ungewöhnlich hohes Maß an Wissen über die Geschichte der Welt besitzt, machen.
Auf der Suche nach Susan, die in der Schule die Adresse des Schrottplatzes als ihre Heimatadresse hinterlegt hat, finden Ian und Barbara eine Polizei-Notrufzelle, aus deren Inneren sie Susans Stimme hören können. Als die beiden die Notrufzelle betreten, müssen sie jedoch feststellen, dass es sich um keine herkömmliche Polizei-Notrufzelle handelt. Sie ist im Inneren wesentlich größer und mit jeder Menge wissenschaftlich und futuristisch aussehenden Gerätschaften ausgestattet.
Susan lebt dort zusammen mit ihrem Großvater, dem mysteriösen Doktor, der keine weiteren Details zu seiner Person bekannt gibt. Er ist ein griesgrämiger, feindseliger und misstrauischer alter Mann, der auf die Lehrer einen sehr flüchtigen Eindruck macht. Aus Angst, Ian und Barbara könnten das Geheimnis der Polizei-Notrufzelle, bekannt als TARDIS, öffentlich machen und dadurch sein Leben und das seiner Enkeltochter in London aufs Spiel setzen, reist der Doktor mit den drei Begleitern zurück in die Steinzeit.
Mit Beginn der zweiten Episode verlagert sich der Standort der Handlung in die Steinzeit, wo er auch bis zum Ende des Serials bleibt. In der Steinzeit treffen die vier Zeitreisenden auf den Stamm der Gum, eine Gruppe von Höhlenmenschen, die die vier in einer Höhle gefangen nehmen. Nach mehreren fehlgeschlagenen Fluchtversuchen kann Ian mithilfe seines Wissens als Geschichtslehrer Feuer entzünden. Damit erringt er den Respekt und die Furcht des Stammes und die kleine Gruppe kann die Höhle verlassen.
Zurück in der TARDIS setzt der Doktor Kurs ins London der Gegenwart, doch bereits in der nächsten Folge erfährt man, dass es die Gruppe stattdessen auf einen unbekannten außerirdischen Planeten verschlägt.

## Produktion
Das Serial, das An Unearthly Child werden sollte, wurde ursprünglich im Juni 1963 von Autor Anthony Coburn geschrieben und sollte den zweiten Handlungsstrang der Serie darstellen. Zu diesem Zeitpunkt sollte die Serie mit dem Handlungsstrang The Giants beginnen, geschrieben von Autor C. E. Webber. Zusammen mit Sydney Newman und Donald Wilson war Webber in den frühen Besprechungen anwesend, als man das Konzept der Serie formte.
Gegen Mitte Juni wurde das Giants-Drehbuch von Wilson und Produzent Rex Tucker abgelehnt. Laut Turner wies es teilweise nicht die nötige Stärke für einen Serienstart auf. Dies lag auch an den technischen Voraussetzungen der Geschichte, in der die Hauptcharaktere drastisch geschrumpft werden sollten. Dies war mit dem gesetzten Budget der Serie nicht finanzierbar. Da keine weitere Drehbücher für die Serie fertiggestellt waren, zog man Corburns Drehbuch vor.
Eine frühe Version der ersten Folge wurde am Abend des 27. Septembers 1963 in den Lime Grove Studios aufgezeichnet. Aufgrund mehrerer Pannen beim Dreh wurde die erste Folge am 18. Oktober nochmal aufgezeichnet und die übrigen 3 Folgen zwischen dem 25. Oktober und dem 8. November. Wie üblich zu dieser Zeit des britischen Fernsehen, wurden die Folgen „live“ mit so wenig Schnitten wie möglich gedreht, wodurch sich zwar einige Fehler und Pannen einschlichen, die Folgen jedoch in kürzester Zeit aufgezeichnet und fertiggestellt werden konnten.

## Alternative Titel des Serials
Wie zu Beginn der Serie noch üblich, bekam jede individuelle Folge einen eigenen Episodentitel anstelle eines Titels für alle Folgen des Serials.
- The Tribe of Gum (zu deutsch Der Stamm der Gum): Ein früher Arbeitstitel, der bis zur Aufzeichnung der Geschichte vom Produktionsteams benutzt wurde.
- 100,000 BC (zu deutsch 100.000 vor Christi): Wurde während der Aufzeichnung der Geschichte in öffentlichen Dokumenten benutzt.
- The Palaeolithic Age (zu deutsch Das Paläolithikum): Wurde von Verity Lambert in Briefen an Fans im Jahr 1964 benutzt.
- The Stone Age (zu deutsch Die Steinzeit): Wurde in Werbungen für die Serie benutzt.

## Einschaltquoten
| Episode | Originaltitel      | Deutscher Titel          | Laufzeit      | UK Erstausstrahlung | Zuschauerzahl |
| ------- | ------------------ | ------------------------ | ------------- | ------------------- | ------------- |
| 1       | An Unearthly Child | Das Kind von den Sternen | 23:24 Minuten | 23. November 1963   | 4,4 Millionen |
| 2       | The Cave of Skulls | Die Schädelhöhle         | 24:26 Minuten | 30. November 1963   | 5,9 Millionen |
| 3       | The Forest of Fear | Der Wald der Angst       | 23:38 Minuten | 7. Dezember 1963    | 6,9 Millionen |
| 4       | The Firemaker      | Der Feuermacher          | 24:22 Minuten | 14. Dezember 1963   | 6,4 Millionen |

## Besetzung und Synchronisation
Die deutsche Synchronfassung des Serials wurde bei der Metz-Neun Synchron Studio- und Verlags GmbH produziert. Das Dialogbuch schrieb Manuel Karakas, welcher sich auch für die Dialogregie verantwortlich zeichnete.
| Rolle          | Schauspieler     | Synchronsprecher     |
| -------------- | ---------------- | -------------------- |
| Der Doktor     | William Hartnell | Michael Schwarzmaier |
| Ian Chesterton | William Russell  | Marcus Off           |
| Barbara Wright | Jacqueline Hill  | Gundi Eberhard       |
| Susan Foreman  | Carole Ann Ford  | Demet Fey            |
| Za             | Derek Newark     | Michael-Che Koch     |
| Hur            | Alethea Charlton | Andrea Dewell        |
| Alte Mutter    | Eileen Way       | Monika Müller-Heusch |
| Kal            | Jeremy Young     | Thomas Balou Martin  |
| Horg           | Howard Lang      | Dirk Hardegen        |

## Veröffentlichungen
Das Serial wurde zunächst 1990 auf Video veröffentlicht und 1991 folgte die ungesendete Pilotversion als Teil der Videobox The Hartnell Years. Im Januar 2006 wurde das Serial zusammen mit The Daleks und The Edge of Destruction in der DVD-Box The Beginning veröffentlicht. Das Serials wurde 2014 nochmals in einer Special Edition des Films Ein Abenteuer in Raum und Zeit in Amerika und Kanada veröffentlicht.
In Deutschland erschien das Serial in den 1990ern in Form eines Romans durch den Goldmann Verlag unter dem Titel Doctor Who und das Kind von den Sternen. Die Folgen des Serials sollten ursprünglich am 28. April 2017 auf DVD erscheinen, wobei die Folgen in ihrer Originalfassung mit deutschen Untertiteln enthalten sein sollten. Nach mehreren Anfragen von Fans bzgl. einer möglichen deutschen Synchronfassung wurde die Veröffentlichung auf unbestimmte Zeit auf Eis gelegt, bevor Polyband am 8. November 2017 ankündigte, dass das Serial mit einer deutschen Synchronfassung, die exklusiv für die Veröffentlichung produziert werden soll, am 23. März 2018 auf DVD unter dem Titel Das Kind von den Sternen erscheinen sollte. Die DVD erschien schließlich am 27. April 2018.